# Ксеронема
Ксероне́ма (лат. Xeronema) — род многолетних травянистых растений монотипного семейства Ксероне́мовые (Xeronemataceae). Род состоит из двух видов, один из которых встречается в Новой Зеландии, другой — в Новой Каледонии.
Научное название рода происходит от греческих слов xeros («сухой») и nema («нить»).

## Биологическое описание
Наиболее характерная часть растений этого рода — наклонённое или горизонтально расположенное вытянутое соцветие (односторонняя кисть) длиной от 15 до 30 см, похожее на щётку из-за многочисленных красных цветков с направленными вверх тычинками. Цветонос (достигающий длины более метра) начинает расти вертикально, а затем образует колено, продолжая свой рост в горизонтальном направлении.
Горизонтальное расположение соцветий связано со свойственной растениям этого рода орнитофилией — опылением с помощью птиц (их привлекают цветки, богатые нектаром).
Листья кожистые, мечевидные, похожи на листья ириса.
В природе растения активно размножаются с помощью корневищ.

## Культивирование
Ксеронему культивируют как садовое растение в тех регионах, в которых не бывает отрицательных температур (в основном — в Новой Зеландии); зоны морозостойкости, пригодные для выращивания растений этого рода, — 10 и 11. В более холодных регионах ксеронему иногда выращивают в оранжереях. Размножают растения семенами или корневищами; практикуется также промышленное искусственное размножение. Почва должна быть хорошо дренированной, богатой гумусом.

## Классификация
В системах классификации XIX и XX века род Xeronema относили к различным семействам — Лилейным (Liliaceae), Асфоделовым (Asphodelaceae), Гемерокаллисовым (Hemerocallidaceae). В самостоятельное семейство род был выделен только в 2000 году учёными, входящими в Angiosperm Phylogeny Group (APG), — Марком Чейзом и другими.
В Системе классификации APG III (2009), как и в более ранней Системе классификации APG II (2003) монотипное семейство Xeronemataceae включено в порядок Спаржецветные (Asparagales).

## Виды
Известно два вида:
- Xeronema callistemon W.R.B.Oliver (1924) — Ксеронема красивотычинковая, или Ксеронема каллистемоновая. Ареал вида ограничен двумя группами скалистых островов вулканического происхождения, находящихся у северо-восточной оконечности Северного острова (Новая Зеландия). Редкое растение, включено в Международную Красную книгу. В Новой Зеландии культивируется как садовое декоративное растение[1][2].
- Xeronema moorei Brongn. & Gris (1864) — Ксеронема Мура [syn.  Scleronema moorii Brongn. & Gris (1864)]. Новокаледонский вид[1][2].